# 閩南裔臺灣人
閩南裔臺灣人 （英語：Hoklo Taiwanese），又稱台灣閩南人、河老人（另寫為鶴佬人或福佬人），是臺灣人口最多的族群，亦是臺灣漢人的主體分支，祖先主要源自中國閩南與粵東地區，文化習俗建基於閩南文化，母語為閩南語台灣話。其祖籍之中，源於福建泉州府的泉州裔以及漳州府的漳州裔超過五分之四，其餘多為福建龍巖直隸州的龍巖人以及廣東潮州府的潮州人和惠州府的海陸豐人，而其他閩語族群如福州府的閩東人及興化府的興化人移民來台後融入於閩南人，另外也有相當部分的閩南化客家人融入於閩南人。除了漢族以外，漳州畲族、泉州回教徒、滿族等移民來台後，亦以閩南人視之。此外，平埔原住民族群為閩南移民同化並融合後，亦以閩南裔臺灣人視之。
由於語言讀寫方法、文化認同與意識形態的不同，對於自我族群和使用語言的稱呼也有所不同。今日的閩南裔臺灣人若以中華民國國語自稱，多慣用「臺灣人」、「閩南人」、「本省人」等用法。桃園市政府使用閩南人一詞，並舉辦桃園閩南文化節。以臺灣話自稱時，多以臺灣人（Tâi-uân-lâng）、鶴老人（Ho̍h-ló-lâng；或訛稱為河洛人）或本省人（Pún-síng-lâng）自稱。
一般而言，在提及臺灣人或河洛人等這類詞語時，所指的通常是在1945年日本二戰投降以前移民來台的閩南人後裔；相對地，1945年以後的福建閩南地區移民後裔，通常歸類在外省人的行列中，如文學家林語堂、藝人吳朋奉等。

## 概述
閩南裔臺灣人在移民臺灣初期，與平埔原住民聚居。因生存條件艱苦，競爭激烈，除原汉冲突和閩粵械鬥之外，内部的泉、漳两派之間也械斗頻发。日治時期以後，始稱「本島人」、「福佬人」（語音：Hô-ló之其中一種表記）、「臺灣人」，闽南裔不再區分泉漳。漳州移民主要居住在中部平原地帶、北部沿海地區及蘭陽平原，故漳州腔被稱為內埔腔；泉州移民主要居住在中部沿海地區、臺北盆地，故「泉州人居住在海濱、漳州人居住在內陸平原」的說法，僅在台灣中部地區符合，泉州腔則被稱為海口腔。根據統計，泉州府移民略多於漳州府移民，泉州人中由多至少依序為三邑、同安、安溪；漳州人中以南靖、平和居多，其次為漳浦、詔安，再其次為龍溪、海澄、長泰；臺灣話優勢腔接近廈門話的口音。，而「偏泉」、「偏漳」主要是表現在個別規律性對應韻母。
以語言來說，臺灣閩南人習延用日治時期的稱呼，稱呼自己的語言為臺灣話或臺語，各地雖有口音之別，惟皆可溝通；現有臺灣族群住民中，涵蓋部份客家人在台灣墾殖與移民時面對強勢團體時所形成的「福佬客」，自我族群認同為閩南裔者，據調查達七成以上。
1926年臺灣總督府所作的人口普遍調查顯示如下：
| 省份／居民（千人） | 福建 3,116.4 | 福建 3,116.4 | 福建 3,116.4 | 福建 3,116.4 | 福建 3,116.4 | 福建 3,116.4 | 福建 3,116.4 | 福建 3,116.4 | 福建 3,116.4 | 廣東 586.3 | 廣東 586.3 | 廣東 586.3 | 其他 48.9 |
| ------------------ | ------------ | ------------ | ------------ | ------------ | ------------ | ------------ | ------------ | ------------ | ------------ | ---------- | ---------- | ---------- | --------- |
| 府州／居民（千人） | 泉州 1,681.4 | 泉州 1,681.4 | 泉州 1,681.4 | 漳州 1,319.5 | 汀州 42.5    | 龍巖 16.0    | 福州 27.2    | 興化 9.3     | 永春 20.5    | 潮州 134.8 | 嘉應 296.9 | 惠州 154.6 | 其他 48.9 |
| 地區／居民（千人） | 安溪 441.6   | 同安 553.1   | 三邑 686.7   | 漳州 1,319.5 | 汀州 42.5    | 龍巖 16.0    | 福州 27.2    | 興化 9.3     | 永春 20.5    | 潮州 134.8 | 嘉應 296.9 | 惠州 154.6 | 其他 48.9 |
| 比率               | 44.8%        | 44.8%        | 44.8%        | 35.2%        | 1.1%         | 0.4%         | 0.7%         | 0.2%         | 0.5%         | 3.6%       | 4.1%       | 7.9%       | 1.3%      |

### 廣義閩南人
臺灣人以閩南人佔多數，許多族群的生活型態在人口自然遷移中，部分人已與閩南人相近，而閩南人亦可能與他族或東西方交流之中而產生了新的生活型態。根據「全國客家人口基礎資料調查研究」的顯示，臺閩地區單一認定為閩南人佔73.3%（1,657.2萬人）B，高於血緣上閩南人的比例，顯示「閩南」應該是一個文化上的概念，凡生活方式與閩南文化無二致，自我認定為閩南人的台灣人即為台灣閩南人。此外，例如「福佬客」一詞乃指生活與閩南人無異，語言則已失傳客家話、可能僅保留一至兩個稱謂用語的客家人後裔。平埔族亦與此相似。
臺灣潮州人因所使用的潮州話（屬於閩南語子方言）和泉漳片臺灣話相近，自我認同已轉為閩南泉漳人。

## 祖籍來源
| 省   | 府     | 縣                                                     |
| ---- | ------ | ------------------------------------------------------ |
| 福建 | 泉州府 | 晉江、惠安、南安、同安、安溪                           |
| 福建 | 漳州府 | 龍溪、海澄、長泰、漳浦、南靖、平和、詔安               |
| 福建 | 永春州 | 永春、德化                                             |
| 福建 | 龍巖州 | 龍巖、漳平、寧洋                                       |
| 廣東 | 潮州府 | 大埔、豐順、海陽（潮安）、潮陽、揭陽、普寧、惠來、饒平 |
| 廣東 | 惠州府 | 海豐、陸豐                                             |

## 民系分支
- 泉州裔臺灣人
- 漳州裔臺灣人
- 潮州裔臺灣人

## 文化

### 信仰
觀音、關帝、媽祖、哪吒、王爺與玄天上帝基本上是閩南人共通的民間信仰，在明鄭時移民的臺灣閩南人多信奉明朝的護國海神玄天上帝，清朝中葉後移民臺灣的臺灣閩南人逐漸信奉媽祖。帶來航海安全的媽祖信仰是台灣閩南人的特色宗教，在台灣閩南人的聚居地可見到許多媽祖廟。
此外，由於是移墾社會，時常祭拜土地神，且因土地神能掌握農業以外，又能保佑商業與旅途，故視為重要神靈，以做牙為土地神祭日。
- 漳州府籍移民跨縣信仰：開漳聖王、廣惠尊王、輔信將軍、倪府總管、古公三王、保生大帝（原為泉州同安縣信仰，之後信仰遍佈整個閩南地區）、三山國王（原為廣東潮州信仰。隋開皇十一年（591年）的漳州部分地區曾屬潮州管轄，辖境为漳州梁山以南，包括平和西南地區和雲霄、東山、詔安全境[17]，次年（592年）改隸泉州龍溪縣；唐垂拱二年設立漳州，從泉州割龍溪縣南界地成立[18]。而《太平寰宇記》記載潮州晚至北宋仍屬廣州風俗區）
- 漳州府漳浦縣籍移民：古公三王
- 漳州府平和縣籍移民：三坪祖師
- 漳州府南靖縣籍移民：關聖帝君（不分地域，廣泛信仰的神靈，南靖視為鄉土神）、慚愧祖師
- 漳州府詔安縣籍移民：三官大帝（不分地域，廣泛信仰的神靈，詔安視為鄉土神）、五顯大帝
- 泉州府同安籍移民：保生大帝（閩南地區廣泛信仰的神靈，同安視為鄉土神）、霞海城隍
- 泉州府同安金門籍移民：開浯恩主、蘇府王爺[19][20]
- 泉州府三邑籍移民：觀音菩薩（不分地域，廣泛信仰的神靈，晉江視為鄉土神，晉江，又稱泉安）、石獅城隍（晉江石獅）、青山王（惠安）、廣澤尊王（南安）、武惠尊王（又稱順正大王、俗稱紅祖公，晉江青陽移民）
- 泉州府安溪、永春直隸州籍移民：清水祖師、顯應祖師、三代祖師、法主公、雙忠尊王（尪公）、安溪城隍、董公祖師
- 興化府籍移民：媽祖（媽祖不分福、泉、漳、潮，漢人普遍信奉媽祖，視為海神；興化人視為鄉土神）
- 潮州府籍移民：三山國王

### 音樂和戲劇
- 南管
- 歌仔（唸歌仔）
- 車鼓弄
- 梨園戲
- 高甲戲
- 亂彈戲
- 歌仔戲
- 布袋戲

### 語文
閩南裔臺灣人的母語，為閩南語臺灣話，主要源於閩南地區。在明鄭時期、清治時期，泉漳移民來台者佔多數，特別是渡臺禁令開放後，大量福建南部（閩南）和小量粵東移民入臺，其中以泉州府和漳州府的居民佔多數。隨著泉漳移民的居住範圍擴及臺灣各地，其語言成為臺灣與澎湖群島最大宗的通行語言，並因泉漳人的融合而逐漸演化出不同於原鄉，具在地特色的臺灣話；雖然在日治及戰後時期，官方先後推行日語與中華民國國語（北京話），臺灣話現今依然於臺灣普遍可聞。
臺語的主流腔調和泉系同安話及廈門話相近，個別韻母規律對應，交流無礙。與福建的閩南語相比，其主要特色在於個別日語借詞。文藝方面，當屬台灣話對閩南語貢獻最巨大，影響最深遠；政治方面，閩南語台灣話在台灣被賦予國家語言之法律地位，此為其它地區閩南語之所不及。

### 服飾

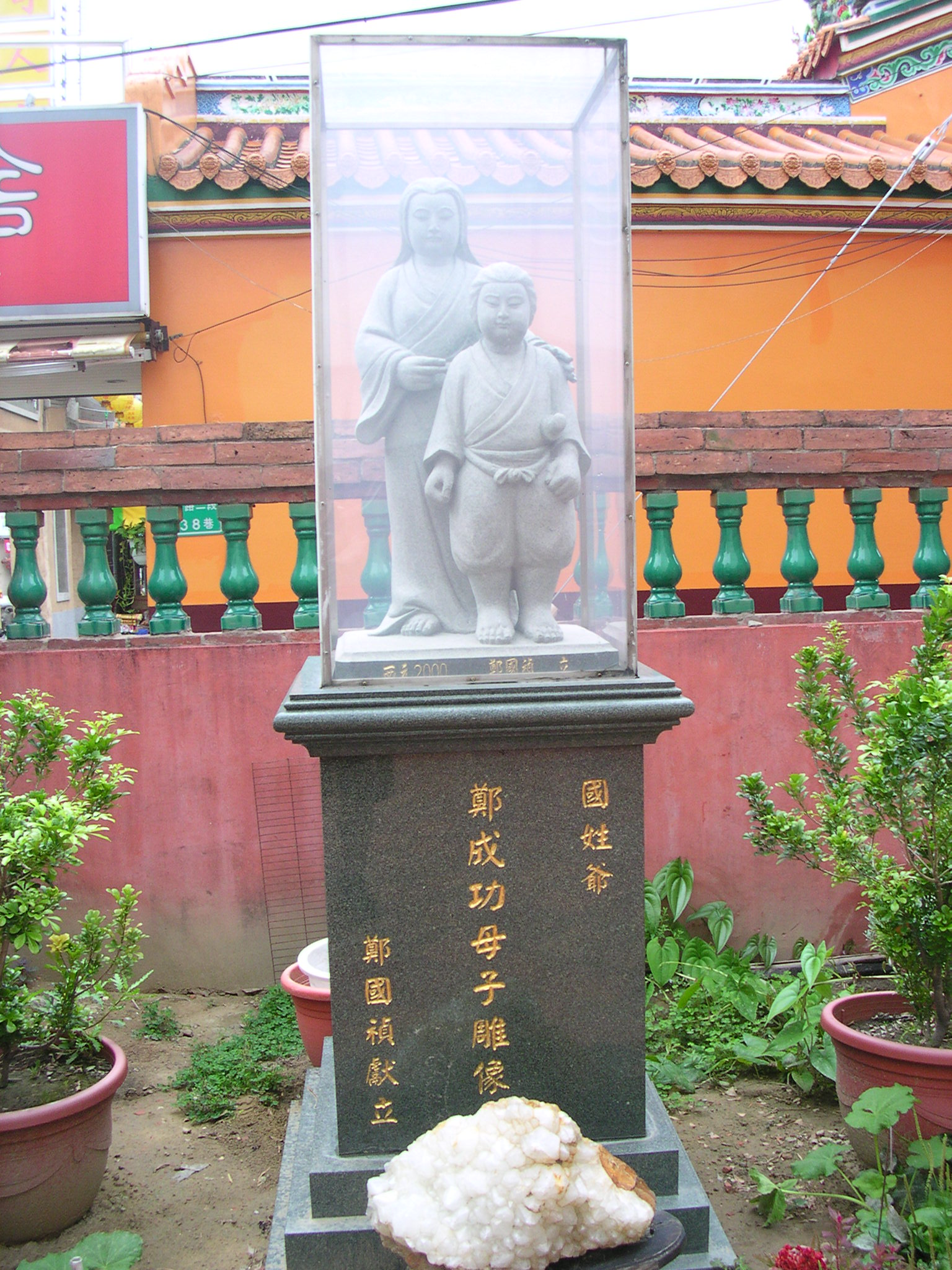
近代所塑的鄭成功母子雕像（确切年代未知）

鄭成功率領明鄭政權驅逐荷蘭勢力，臺灣漢族閩南人居民其衣飾遵循著明朝的漢人衣冠禮制。
1683年（清康熙二十二年），臺灣納入大清版圖，衣冠服儀制度跟著變化，閩南人居民迫循滿族衣冠制度與「薙髮令」，漢服裝改循滿族風俗，但民間的文化藝術，如傳統歌仔戲戲服雖歷經百年，至今仍係以閩南人衣冠遺風。
1721年，臺灣爆發朱一貴事件，朱一貴起兵反抗清朝統治，攻下台灣府城（今台南），建國號大明，年號「永和」，且廢除滿服、長辮剪斷，恢復明朝時的服裝及傳統漢人的髮式。朱一貴登基時頭戴通天冠，身穿黃龍袍，以玉帶圍之。但官員爵位封得太多，衣服一時準備不及，只好向戲班索取戲服代替，而仍然不足，出現頭戴明朝帽，身穿清朝衣的景象。有詩傳後云：「頭戴明朝帽，身穿清朝衣；五月稱永和，六月還康熙。」
1786年（乾隆五十一年）林爽文事件，林爽文登基時「以玄緞為冠，盤兩金龍，結黃纓，自頂垂背，衣袞服，高坐堂上，眾呼萬歲」。服飾具有明朝漢服王室衣冠的概念，有別於清代滿人的冠服制度。
19世紀西方基督宗教信仰傳教士，在臺灣傳教行醫期間，穿著西裝等西式服裝，為臺灣的服飾發展史增添西方元素。

### 民居

#### 傳統宅邸
臺灣漢人傳統建築為三合院，與閩南沿海各地的民居，無論平面布局、立面形式、整體造型，或是細部裝飾的風格都很相近。以臺灣傳統閩南建築常見的紅磚紅瓦即深受泉州一帶民居「紅磚文化」的影響。臺灣閩南式民居外牆及屋面喜用紅磚赤牆，繁複豪華的牆身是活潑朝氣的寫照，同時還在裝飾上利用磚塊作圖案的變化，從中可看出歷史文化的淵源。
傳統宅第的格局有多種形式，以三合院為最普遍，從最簡單的一條龍到多院落、多護龍的三落大厝、五落大厝，依照家庭成員、社經地位而定，包括「一條龍」、「單伸手」、「三合院」、「四合院」、「多護龍合院」、「多院落大厝」。傳統大厝中有祭拜神明祖先大廳的正身，左右或有護龍建築，圍起來的空間可為曬稻埕，房屋後院若有空地則做為菜園、果園、飼養牲畜圈舍，再外圍種刺竹圍籬兼擋風。

#### 和室

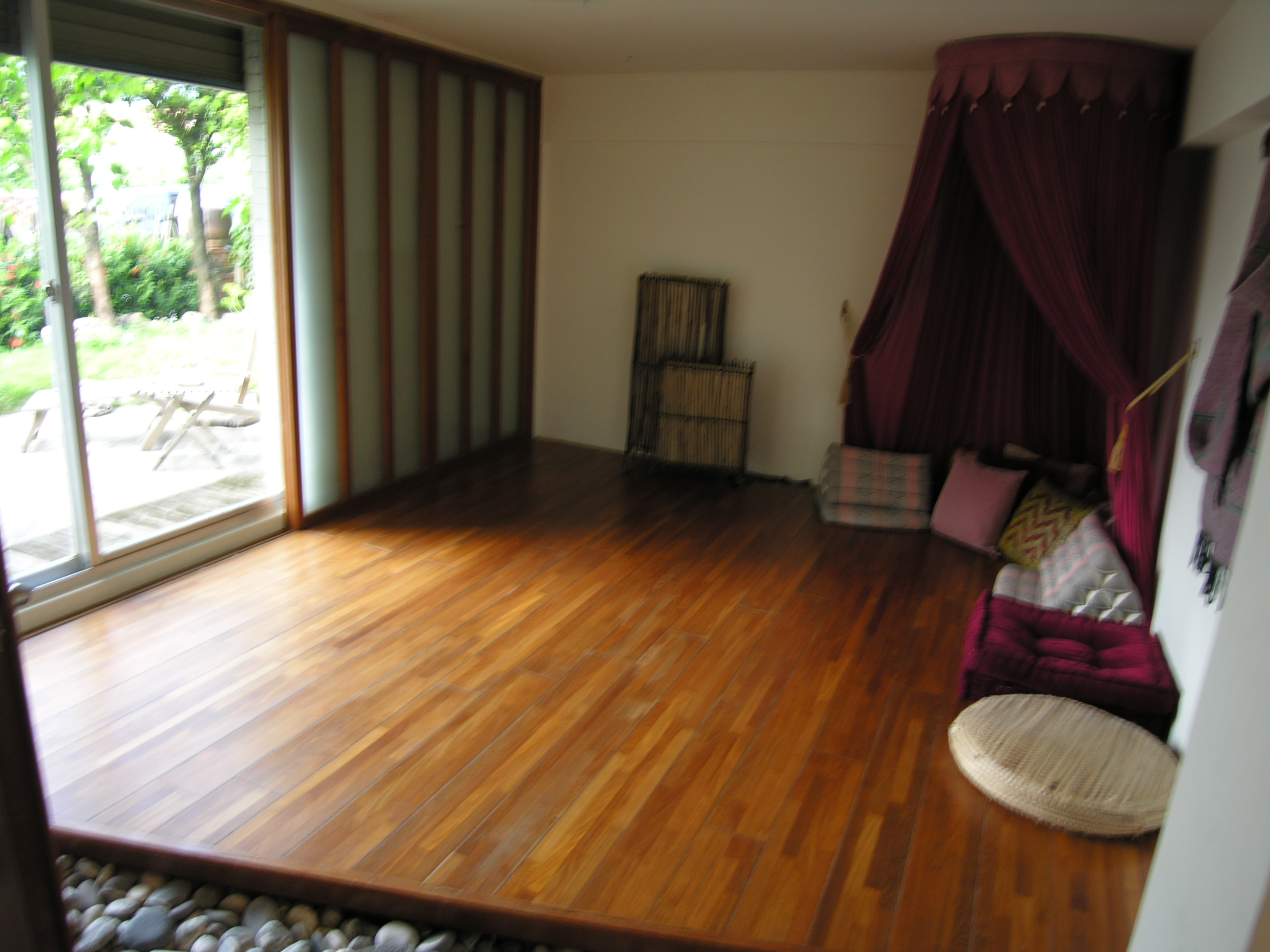
臺灣房屋中的和室

台灣日治時期中期已經出現了許多日式住宅。到了大正時期（1911年—1925年）以後，閩南人的民宅之中已經漸漸俱備較接近唐式的和室，用途自寢室延伸為客房等。和室起源於唐朝，傳到日本就演變成現在的和室。日本式跟唐式的最大不同在於地板：日本式是鋪疊蓆，而唐式則是鋪複式地板。但現在這一類的空間設計都統稱為和室。

### 宋江陣

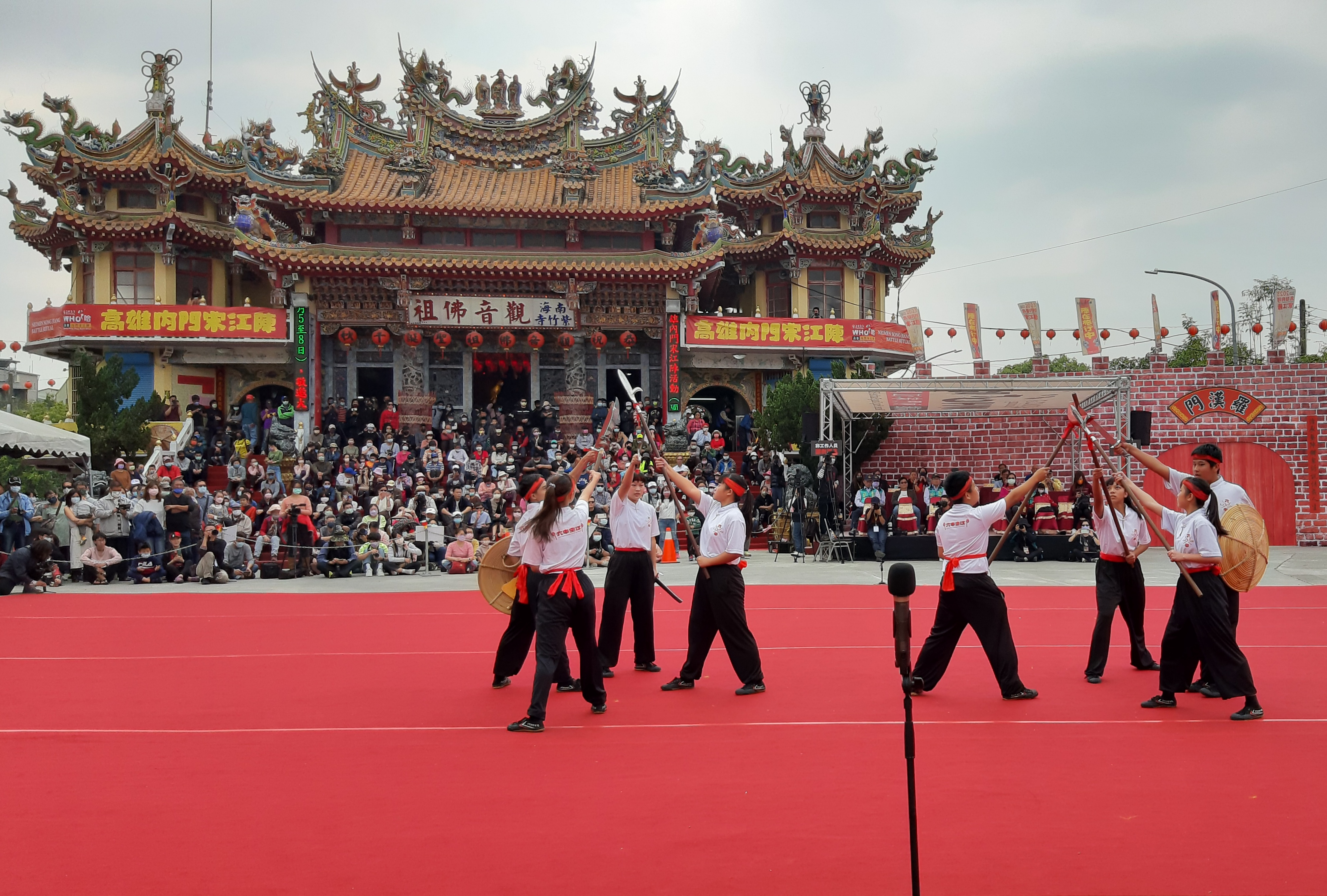
宋江陣表演

宋江陣是一種結合中國武術和藝術的民俗表演，最早出現於明末清初，相傳是南少林五祖拳祖師蔡玉川所創，由一些愛好武術者在廟會廣場表演各種武術招式。表演時人數不拘，男女皆可，通常以三十六人、七十二人為主，甚至百餘人，但因水滸傳故，以一百零八人為大忌。以前民間傳說地方上有亂事，以宋江陣武師可以執干戈以衛社稷。